# Kerry Washingtonová
Kerry Marisa Washingtonová (* 31. ledna 1977 New York) je americká herečka. Nejvíce se proslavila rolí v seriálu stanice ABC Skandál. Za roli získala nominace na cenu Emmy, Cenu Sdružení filmových a televizních herců a Zlatý glóbus. Dále je známí díky rolím ve filmech Ray (2004), Poslední skotský král (2006), Fantastická čtyřka (2005), Fantastická čtyřka a Silver Surfer (2007) a Nespoutaný Django (2012). V roce 2016 si zahrála v televizním filmu stanice HBO Svědectví, za roli získala nominaci na cenu Emmy. V dubnu 2014 ji časopis Time ve své výroční TIME 100 ji označil jako jednu z nejvlivnějších osob na světě.

## Životopis
Washingtonová se narodila v Bronxu v New Yorku. Je dcerou Valerie, profesorky a Earla Washingtona, obchodníka. Otcova rodina má afroamerické kořeny. Rodina její matky pochází z Manhattanu, ale mají kořeny na Jamajce, v Anglii, ve Skotsku a v Karibiku. Je sestřenice bývalého ministra zahraničních věcí Colina Powella.
Jako teenager vystupovala s divadelní skupinou TADA! Youth Theater, zatímco navštěvovala Spence School na Manhattanu, kde v roce 1994 maturovala. Poté studovala divadelní herectví na Univerzitě George Washingtona. Také studovala v Michael Howard Studios v New Yorku.

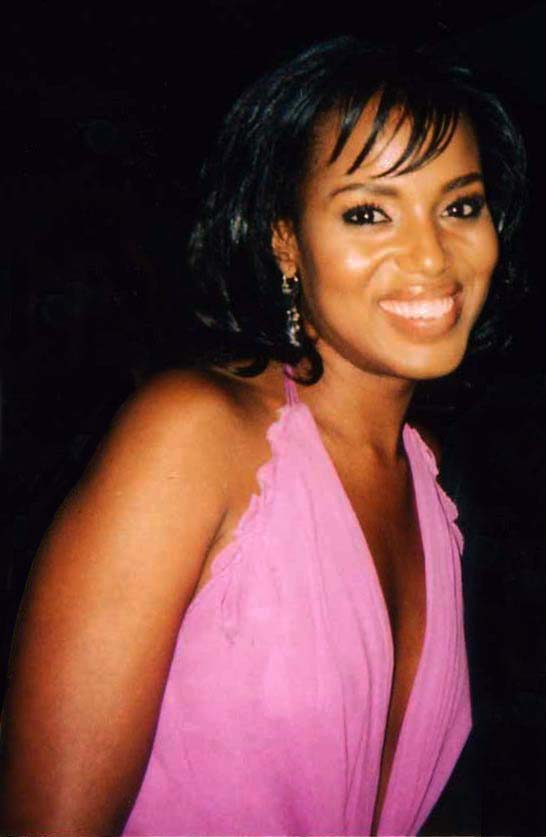
Na premiéře filmu Nesnáší mne v New Yorku v roce 2004

## Kariéra
Poprvé se objevila v televizním filmu stanice ABC s názvem Magical Make-Over v roce 1994. O dva roky později byla obsazena do komediálního vzdělávacího seriálu Standard Deviants, zahrála si v krátkometrážním snímku 3D a ve filmu Our Song (2000). Zahrála si ve filmech jako Nežádej svůj poslední tanec (2001) a Lidská skvrna (2003). V roce 2002 si zahrála po boku Chise Rocka ve špionážním snímku Česká spojka. V roce 2004 si zahrála hlavní roli ve filmu Spikea Leeho Nesnáší mne. Po roce 2004 získala role ve filmech Pan a paní Smithovi (2005), Pidihajzlík (2006), Poslední skotský král (2006) a Moje žena a jiné katastrofy (2007). Vedlejší roli Cheliny Hall získala v televizním seriálu stanice ABC Kauzy z Bostonu, zahrála si také v několika dílech seriálu 100 Centre Street. V roce 2007 spolu-režírovala a zahrála si v hudebním videoklipu hip-hopového umělce Commona k písničce „I Want You“ a stala se tváří značky L'Oréal. Zahrála si také ve videoklipu Maxwella k písničce „Bad Habits“.
V roce 2010 si zahrála na Broadwayi ve hře Davida Mameta Race. Zahrála si ve filmu Tylera Perryho For Colored Girls. V říjnu 2011 bylo potvrzeno, že si zahraje ve filmu Quentina Tarantina Nespoutaný Django, který měl premiéru v roce 2012 a získal velký úspěch u kritiků. Od dubna 2012 hraje hlavní roli Olivie Pope v seriálu stanice ABC Skandál. Za roli získala cenu NAACP Image Award a nominace na cenu Emmy, Cenu Sdružení filmových a televizních herců a Zlatý glóbus.
V roce 2013 jí magazín People umístil na druhé místo v žebříčku 100 nejkrásnějších žen a magazínem Glamour byla jmenovaná ženou roku. Stala se tváří značky Neutrogena. 2. listopadu 2013 moderovala show Saturday Night Live. V dubnu 2014 ji časopis Time ve své výroční TIME 100 ji označil jako jednu z nejvlivnějších osob na světě. Hlavní roli Anity Hill si zahrála ve filmu stanice HBO Svědectví. Za roli získala nominace na cenu Emmy a Critics' Choice Movie Awards. V srpnu 2016 bylo potvrzeno, že bude produkovat nový seriál stanice ABC Patrol.

## Osobní život
Je vdaná za hráče NFL Nnamdi Asomughou se kterým má dceru Isabelle Amarachi (* 21. dubna 2014) a syna Caleba Kelechi Asomughu (* 5. října 2016). Je známa také tím, že se vždy snaží něco si nechat z každé úlohy v které hraje, např. kus oblečení nebo část nábytku.[zdroj⁠?!]
V březnu 2016 se ona, Ellen Pompeo, Viola Davis a Shonda Rhimes objevily v reklamě k podpoře Hillary Clintonové.

## Filmografie
| Rok  | Název                                 | Role                   | Poznámky                        |
| ---- | ------------------------------------- | ---------------------- | ------------------------------- |
| 2000 | Our Song                              | Lanisha Brown          |                                 |
| 2000 | 3D                                    | Angie                  | krátkometrážní film             |
| 2001 | Nežádej svůj poslední tanec           | Chenille               |                                 |
| 2001 | Lift                                  | Niecy                  |                                 |
| 2002 | Take the A Train                      | Keisha                 | krátkometrážní film             |
| 2002 | Česká spojka                          | Julie                  |                                 |
| 2003 | Svět podle Lelanda                    | Ayesha                 |                                 |
| 2003 | Lidská skvrna                         | Ellie                  |                                 |
| 2003 | Hřích                                 | Kassie                 |                                 |
| 2004 | Ring volný                            | Renee                  |                                 |
| 2004 | Nesnáší mne                           | Fatima Goodrich        |                                 |
| 2004 | Ray                                   | Della Bea Robinson     |                                 |
| 2005 | Sexuální život                        | Rosalie                |                                 |
| 2005 | Mr. & Mrs. Smith                      | Jasmine                |                                 |
| 2005 | Fantastická čtyřka                    | Alicia Masters         |                                 |
| 2005 | Wait                                  | Maggie                 | krátkometrážní film             |
| 2006 | Pidihajzlík                           | Vanessa                |                                 |
| 2006 | Poslední skotský král                 | Kay Amin               |                                 |
| 2006 | Mrtvá dívka                           | Rosetta                |                                 |
| 2007 | Moje žena a jiné katastrofy           | Nikki Tru              |                                 |
| 2007 | Put It in a Book                      | Sheila                 | krátkometrážní film             |
| 2007 | 30 000 mil pod mořem                  | Marissa Brau           |                                 |
| 2007 | Fantastická čtyřka a Silver Surfer    | Alicia Masters         |                                 |
| 2008 | Woman in Burka                        | Kerry                  | krátkometrážní film             |
| 2008 | Buffalo Soldiers: Odvaha a přátelství | Zana Wilder            |                                 |
| 2008 | Dům na špatné adrese                  | Lisa Mattson           |                                 |
| 2009 | Life Is Hot in Cracktown              | Marybeth               |                                 |
| 2009 | Mother and Child                      | Lucy                   |                                 |
| 2010 | Night Catches Us                      | Patricia Wilson        |                                 |
| 2010 | For Colored Girls                     | Kelly / Blue           |                                 |
| 2011 | The Details                           | Rebecca Mazzoni        |                                 |
| 2012 | Tisíc slov                            | Caroline McCall        |                                 |
| 2012 | Nespoutaný Django                     | Broomhilda von Schaft  |                                 |
| 2013 | Bláznivé námluvy                      | Grace Peeples          |                                 |
| 2017 | Auta 3                                | Natalie Certain (hlas) |                                 |
| 2019 | Americký syn                          | Kendra                 | také výkonná producentka filmu  |
| 2020 | The Fight                             | —                      | pouze výkonná producentka filmu |
| 2020 | The Prom                              | paní Greeneová         |                                 |
| 2022 | Škola dobra a zla                     | Clarissa Dovey         |                                 |

### Televize
| Rok       | Název                                                                                  | Role                             | Poznámky                                    |
| --------- | -------------------------------------------------------------------------------------- | -------------------------------- | ------------------------------------------- |
| 1994      | ABC Afterschool Special                                                                | Heather                          | díl: „Magical Make-Over“                    |
| 1996      | Standard Deviants                                                                      | Kerry                            |                                             |
| 2001      | Policie New York                                                                       | Maya Young                       | díl: „Franco, My Dear, I Don't Give a Damn“ |
| 2001      | Deadline                                                                               | Tina Johnson                     | díl: „The Undesirables“                     |
| 2001      | Zákon a pořádek                                                                        | Allie Lawrence                   | díl: „3 Dawg Night“                         |
| 2001      | 100 Centre Street                                                                      |                                  | 5 dílů                                      |
| 2002      | Ten, kdo tě chrání                                                                     | Drea Westbrook                   | díl: „The Next Life“                        |
| 2004      | Wonderfalls                                                                            | Mahandra McGinty                 | díl: „Unaired Pilot“                        |
| 2004      | Osobní prohlídka                                                                       |                                  | televizní film                              |
| 2005–06   | Kauzy z Bostonu                                                                        | Chelina Hall                     | 5 dílů                                      |
| 2008      | Agentura Jasno                                                                         | Mira Gaffney                     | díl: „There's Something About Mira“         |
| 2010      | Black Panther                                                                          | Princezna Shuri / Pekařka (hlas) | minisérie, 5 dílů                           |
| 2012–2018 | Skandál                                                                                | Olivia Pope                      | hlavní role, 124 dílů                       |
| 2013      | Jimmy Kimmel Live                                                                      | Šprtka                           | díl: „After The Oscars“                     |
| 2013      | Saturday Night Live                                                                    | Samu sebe / Moderátorka          | díl: „Kerry Washington/Eminem“              |
| 2013      | Heidi Klum: svět modelingu                                                             | Samu sebe / Porotce              | hostující porotce                           |
| 2016      | Svědectví                                                                              | Anita Hill                       | televizní film                              |
| 2018      | Vražedná práva                                                                         | Olivia Pope                      | 2 díly                                      |
| 2019      | Live in Front of a Studio Audience: Norman Lear's All in the Family and The Jeffersons | Helen Willis                     | ABC televizní speciál                       |

### Broadway
| Rok  | Název        | Role   | Poznámky                |
| ---- | ------------ | ------ | ----------------------- |
| 2009 | Race         | Susan  | Ethel Barrymore Theatre |
| 2018 | American Son | Kendra | Booth Theatre           |

## Ocenění
| Rok  | Ocenění                                     |                                                         | Práce                                 | Výsledek  |
| ---- | ------------------------------------------- | ------------------------------------------------------- | ------------------------------------- | --------- |
| 2001 | Teen Choice Awards                          | Objev roku                                              | Nežádej svůj poslední tanec           | vítězství |
| 2002 | Black Reel Awards                           | Nejlepší nezávislá herečka                              | Lift                                  | vítězství |
| 2002 | Black Reel Awards                           | Nejlepší herečka ve vedlejší roli                       | Nežádej svůj poslední tanec           | vítězství |
| 2002 | Independent Spirit Awards                   | Nejlepší herečka v hlavní roli                          | Lift                                  | vítězství |
| 2003 | Black Reel Awards                           | Nejlepší herečka v televizním seriálu                   | Lift                                  | nominace  |
| 2005 | Black Reel Awards                           | Nejlepší herečka v dramatickém filmu                    | Ray                                   | nominace  |
| 2005 | NAACP Image Awards                          | Nejlepší filmová herečka                                | Ray                                   | vítězství |
| 2005 | Satellite Awards                            | Nejlepší herečka - komedie/muzikál                      | Ray                                   | nominace  |
| 2005 | Cena Sdružení filmových a televizních herců | Nejlepší filmové obsazení                               | Ray                                   | nominace  |
| 2006 | NAACP Image Awards                          | Nejlepší televizní herečka ve vedlejší roli - drama     | Kauzy z Bostonu                       | nominace  |
| 2007 | Black Reel Awards                           | Nejlepší filmová herečka ve vedlejší roli               | Poslední skotský král                 | nominace  |
| 2007 | BET Awards                                  | Nejlepší herečka                                        | Poslední skotský král                 | nominace  |
| 2007 | NAACP Image Awards                          | Nejlepší filmová herečka ve vedlejší roli               | Poslední skotský král                 | nominace  |
| 2009 | Black Reel Awards                           | Nejlepší obsazení                                       | Buffalo Soldiers: Odvaha a přátelství | nominace  |
| 2011 | Black Reel Awards                           | Nejlepší herečka ve vedlejší roli                       | For Colored Girls                     | nominace  |
| 2011 | Black Reel Awards                           | Nejlepší obsazení                                       | For Colored Girls                     | vítězství |
| 2011 | Black Reel Awards                           | Nejlepší herečka v dramatickém filmu                    | Night Catches Us                      | nominace  |
| 2011 | BET Awards                                  | Nejlepší herečka                                        | Night Catches Us a For Colored Girls  | nominace  |
| 2011 | NAACP Image Awards                          | Nejlepší filmová herečka ve vedlejší roli               | Night Catches Us                      | nominace  |
| 2013 | Black Reel Awards                           | Nejlepší herečka ve vedlejší roli                       | Nespoutaný Django                     | nominace  |
| 2013 | BET Awards                                  | Nejlepší herečka                                        | Skandál a Nespoutaný Django           | vítězství |
| 2013 | Cena Emmy                                   | Nejlepší ženský herecký výkon v seriálu (drama)         | Skandál                               | nominace  |
| 2013 | Grio Awards                                 | Nejlepší herečka                                        |                                       | vítězství |
| 2013 | MTV Movie Awards 2013                       | Nejlepší polibek                                        | Nespoutaný Django                     | nominace  |
| 2013 | NAACP Image Awards                          | Nejlepší filmová herečka ve vedlejší roli               | Nespoutaný Django                     | vítězství |
| 2013 | NAACP Image Awards                          | Nejlepší televizní herečka v dramatickém seriálu        | Skandál                               | vítězství |
| 2013 | Teen Choice Awards 2013                     | Nejlepší filmová herečka - komedie                      | Bláznivé námluvy                      | nominace  |
| 2014 | Cena Emmy                                   | Nejlepší ženský herecký výkon v seriálu (drama)         | Skandál                               | nominace  |
| 2014 | NAACP Image Awards                          | Nejlepší televizní herečka v dramatickém seriálu        | Skandál                               | vítězství |
| 2014 | Cena Sdružení filmových a televizních herců | Nejlepší ženský herecký výkon v seriálu (drama)         | Skandál                               | nominace  |
| 2014 | Zlatý glóbus                                | Nejlepší ženský herecký výkon v seriálu (drama)         | Skandál                               | nominace  |
| 2015 | BET Awards                                  | Nejlepší herečka                                        | Skandál                               | nominace  |
| 2015 | NAACP Image Awards                          | Nejlepší televizní herečka v dramatickém seriálu        | Skandál                               | nominace  |
| 2016 | Cena Emmy                                   | Nejlepší televizní film                                 | Svědectví                             | nominace  |
| 2016 | Cena Emmy                                   | Nejlepší herecký výkon v limitovaném seriálu nebo filmu | Svědectví                             | nominace  |
| 2016 | People's Choice Awards                      | Nejlepší televizní herečka - drama                      | Skandál                               | nominace  |
| 2016 | NAACP Image Awards                          | Nejlepší televizní herečka v dramatickém seriálu        | Skandál                               | nominace  |
| 2016 | Cena Sdružení filmových a televizních herců | Nejlepší ženský herecký výkon v minisérii nebo TV filmu | Svědectví                             | nominace  |
| 2016 | Zlatý glóbus                                | Nejlepší ženský herecký výkon v minisérii nebo TV filmu | Svědectví                             | nominace  |
| 2017 | People's Choice Awards                      | Nejlepší televizní herečka - drama                      | Skandál                               | nominace  |
| 2017 | NAACP Image Awards                          | Nejlepší televizní herečka v dramatickém seriálu        | Skandál                               | nominace  |